# Sottospazio ortogonale
In algebra lineare, il sottospazio ortogonale realizza il concetto di ortogonalità per sottospazi di uno spazio vettoriale munito di un prodotto scalare. Quando il prodotto scalare è definito positivo, il sottospazio ortogonale è spesso chiamato anche complemento ortogonale.

## Definizione
Sia {\displaystyle V} uno spazio vettoriale su un campo {\displaystyle K} munito di un prodotto scalare o di una forma hermitiana {\displaystyle \phi :V\times V\to K}. Sia {\displaystyle W} un sottospazio vettoriale di {\displaystyle V}. Il sottospazio ortogonale {\displaystyle W^{\perp }} di {\displaystyle W} è l'insieme dei vettori ortogonali a tutti i vettori di {\displaystyle W}:
{\displaystyle W^{\perp }=\{v\in V\ |\ \phi (v,w)=0\ \forall w\in W\}}
Dove due vettori {\displaystyle v,w} di {\displaystyle V} sono detti ortogonali se e solo se {\displaystyle \phi (v,w)=0}.
Si dimostra facilmente che l'insieme {\displaystyle W^{\perp }}, munito della somma e del prodotto mutuati da {\displaystyle V}, è un sottospazio vettoriale di {\displaystyle V}; si dimostra inoltre che, se {\displaystyle {\mathcal {L}}(W)} è il sottospazio generato dai vettori di {\displaystyle W}, allora:
{\displaystyle W^{\perp }=\left({\mathcal {L}}(W)\right)^{\perp }}

## Dimensioni e somma diretta
Il sottospazio ortogonale è un sottospazio vettoriale di {\displaystyle V}. La sua dimensione non è fissata generalmente, ma vale la disuguaglianza:
{\displaystyle \dim W+\dim W^{\perp }\geq \dim V}
Se il prodotto scalare o la forma hermitiana è non degenere, vale l'uguaglianza:
{\displaystyle \dim W+\dim W^{\perp }=\dim V}
Infine, se {\displaystyle K=\mathbb {R} } e {\displaystyle \phi } è un prodotto scalare definito positivo, oppure se {\displaystyle K=\mathbb {C} } e {\displaystyle \phi } è una forma hermitiana definita positiva, lo spazio {\displaystyle W} ed il suo ortogonale sono in somma diretta:
{\displaystyle W\oplus W^{\perp }=V}
Questo è il caso ad esempio in ogni spazio euclideo o spazio di Hilbert. Lo stesso risultato vale se {\displaystyle \phi } è definito negativo. Per questo motivo, se {\displaystyle \phi } è definito positivo o negativo il sottospazio ortogonale è chiamato anche complemento ortogonale.

## Relazioni con le altre operazioni
Valgono le relazioni seguenti per ogni coppia {\displaystyle U} e {\displaystyle W} di sottospazi di {\displaystyle V}:
{\displaystyle U\subset W\Rightarrow W^{\perp }\subset U^{\perp }\qquad (U+W)^{\perp }=U^{\perp }\cap W^{\perp }\qquad (U^{\perp })^{\perp }\supset U}
Se {\displaystyle \phi } è non degenere, vale:
{\displaystyle (U^{\perp })^{\perp }=U}

### Radicale
Il radicale di {\displaystyle \phi } è definito come il sottospazio formato dai vettori che sono ortogonali a qualsiasi vettore di {\displaystyle V}:
{\displaystyle {\rm {Rad}}(\phi )=V^{\perp }}
Un prodotto scalare (o forma hermitiana) {\displaystyle \phi } è non degenere quando il radicale è il sottospazio banale (consta cioè del solo elemento zero).